# Ketnet
Ketnet is sinds 1 december 1997 de kinder- en jeugdzender van de VRT. De zender wordt ingericht door de Vlaamse overheid en voornamelijk gefinancierd met belastinggeld. De naam is afkomstig van het woord 'ket', dat in het Brussels dialect kind of jongere betekent. De zender vernieuwde op 1 april 2006, op 24 mei 2010, op 31 augustus 2015, op 4 januari 2021 en op 23 oktober 2024.
Tot en met 30 april 2012 moest Ketnet een kanaal delen met Canvas, dat 's avonds en af en toe 's middags uitzond (soms onder de naam Sporza). Sinds 1 mei 2012 zit Ketnet op een apart kanaal waardoor Ketnet niet langer onderbroken wordt bij sportuitzendingen.
Sinds 23 oktober 2024 heeft Ketnet geen eigen website meer. Bezoekers worden automatisch doorverwezen naar de website van VRT MAX. Ook de eigen app verdween op die dag. De inhoud werd eveneens geïntegreerd in VRT MAX.

## Programma's
Al van bij de start van de zender is er een divers aanbod aan programma's van Vlaamse bodem. Tot de meest gekende en/of langst uitgezonden titels, behoren onder meer Amika, Dag Sinterklaas, De Boomhut, Karrewiet, Kulderzipken, Mega Mindy, Samson en Gert, Spring en W817. Daarnaast worden ook verscheidene buitenlandse reeksen aangekocht.
Ketnet begon als een zender voor 4- tot 15-jarigen. Er werden programma's uitgezonden voor jonge tieners zoals onder andere Studio.Ket, King of the Hill, NBA Jam, Ultratop, Ready or Not en Married... with Children. In september 1999 werd de doelgroep aangepast naar 4- tot 12-jarigen en werden er geen nieuwe tienerprogramma's meer aangekocht. Ultratop werd voor het laatst uitgezonden op 31 december 2000 en King of the Hill op 12 januari 2001. Tegenwoordig zendt Ketnet uit voor 2- tot 12-jarigen.
Sinds Ketnet in april 2006 een grote vernieuwingsoperatie onderging, zijn veel oude (vaste) programma's uit de programmatie verdwenen, waaronder Zorro, Skippy, Kuifje, Er was eens..., De drukke wereld van Richard Scarry, Tik Tak, Bassie en Adriaan, Allemaal beestjes, Alfred Jodocus Kwak, Hey Arnold!, Liegebeest, Postbus X en Pingu. Veel van deze programma's werden voor het ontstaan van Ketnet ook al door voorganger BRTN TV2 uitgezonden.

## Nethoofd
- Dirk Vermeiren (december 1997 - juli 2000)
- Catherine Castille (juni 2007 - december 2012)
- Wouter Quartier (december 2012 - juli 2015)[6]
- Maarten Janssen (juli 2015 - februari 2020)[7]
- Annemie Gulickx (september 2020 - )[8]

## Schermgezichten
De programma's op Ketnet worden dagelijks aan elkaar gepraat door de zogenaamde "wrappers", een alternatieve benaming die de zender aan haar omroepers toekent. Daarnaast zijn er doorheen de jaren ook schermgezichten geweest die geen omroepfunctie hadden (en dus geen "wrapper" werden genoemd), maar slechts een of enkele programma's presenteerden.

### Huidige presentatoren
- Nidal van Rijn: wrapper (sinds 22 mei 2022)
- Thomas De Smet: wrapper (sinds 22 mei 2022)
- Nona 't Jolle: wrapster (sinds 7 mei 2023)
- Lee Arrendell: wrapster (sinds 20 oktober 2024)
- Emma Vanthielen: wrapster (sinds 20 oktober 2024)

## Kaatje van KetnetenKetnet Junior

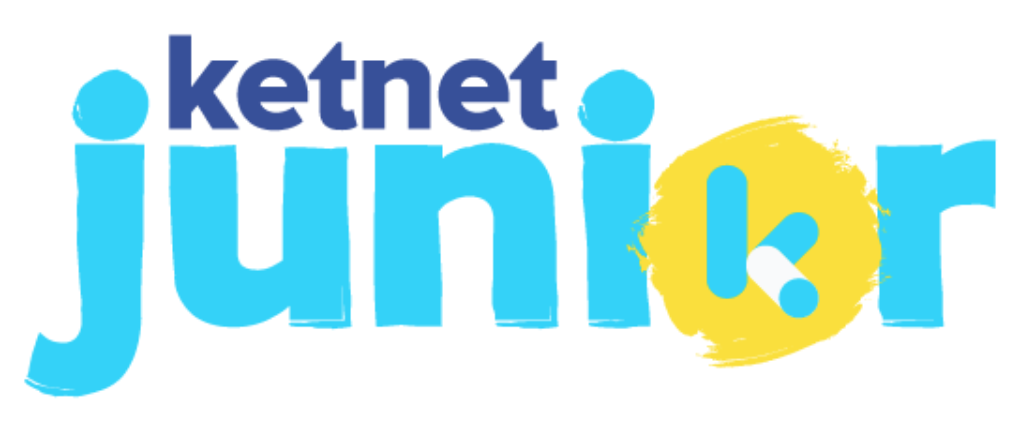
Oud logo van Ketnet Junior

Sinds april 2006 is er onder de naam Kaatje van Ketnet (vóór september 2008 als K'tje gespeld) een duidelijk afgescheiden peuter- en kleuterprogrammatie op Ketnet, zowel visueel als inhoudelijk. Hierin worden programma's als Bumba, Hopla, Musti en Piet Piraat uitgezonden.
Sedert september 2008 zijn het niet langer de Ketnetwrappers die tijdens dit programmablok de omroep verzorgen, maar zijn er in ruil geregeld tussenkomsten van het opgewekte typetje "Kaatje", vertolkt door Sarah Vangeel, en haar dinosaurus "Kamiel", een pop met de stem van Nico Sturm. In 2009 kwam daar een tweede typetje bij, "Viktor", vertolkt door Philippe Liekens. Sinds 2011 worden er ook volwaardige programma's rond deze personages gemaakt.
Op 31 augustus 2015 veranderde de naam in Ketnet Jr..
Sinds 27 oktober 2018 heeft Ketnet Junior (voluit) behalve op het kanaal van Ketnet ook een vaste plaats op het kanaal van VRT CANVAS, in de namiddag en vroege avond. Op 6 januari 2025 stopten de uitzendingen op VRT CANVAS.

### Ketnet Junior-app
Ketnet heeft sinds september 2015 een Ketnet Jr.-app voor tablets (iPad en Androidtablets). De app omvat afleveringen en spelletjes van de televisiereeksen en heeft de bedoeling om spelenderwijs de ontwikkelingsvaardigheden van het kind te helpen groeien. De app is bedoeld voor baby's tot en met kinderen van circa 6 jaar.

## NT van Ketnet
Vanaf april 2006 tot en met de zomer van 2007 was er onder de naam NT van Ketnet een inhoudelijk en visueel afgescheiden programmablok dat gericht was op pre-adolescenten (kinderen tussen 9 en 12 jaar) en iedere werkdag werd uitgezonden tussen 18.30 en 20.00 uur. Hierin werden vooral fictiereeksen vertoond, zoals W817, En daarmee basta!, Uit het leven gegrepen: 16+ en Third Rock from the Sun.
De presentatie van dit programmablok lag in handen van Heidi Lenaerts en aanvankelijk ook van Tom Gernaey, die werd vervangen door Peter Pype. Zij presenteerden ook iedere vrijdag de liveshow Shoot, waarin ze gasten ontvingen en er optredens van bekende zangers en zangeressen waren.
NT van Ketnet werd uiteindelijk na goed een jaar stopgezet. Volgens netmanager Catherine Castille misten de kijkers het warme en veilige gevoel van hun moedermerk Ketnet. Sindsdien zijn de programma's voor pre-adolescenten weer gewoon bij de reguliere Ketnet-programmatie gevoegd.

## Evenementen
Ketnet organiseert jaarlijks enkele evenementen waarop het haar kijkers uitnodigt. Voorbeelden uit de beginjaren zijn Ketnet Cool, Ketnet Freezzz en Ketnet Splash. Er is tevens een Ketnetband, destijds opgericht door onder meer Mark Tijsmans, maar inmiddels al meermaals volledig van bezetting veranderd.
In 2013 organiseerde Ketnet zijn eerste uitreikingsevenement Het gala van de gouden K's. Sindsdien worden de gouden K's, die gekozen worden via een online stemprocedure, jaarlijks uitgereikt.
In 2017 bestond Ketnet 20 jaar. Daarom organiseerden Ketnet en Studio 100 het eenmalige evenement Throwback Thursday in het Sportpladijs.

## Musicals
| Jaar | Naam productie   |
| ---- | ---------------- |
| 2015 | Kadanza          |
| 2016 | Kadanza Together |
| 2017 | Unidamu          |
| 2018 | Team U.P.        |
| 2019 | TROEP!           |
| 2020 | Knock-Out        |
| 2022 | De Finale        |

## KetnetKick
KetnetKick werd inmiddels van het internet afgesloten. Nu kunnen beide spellen niet meer gespeeld worden via internet en worden niet meer in de winkels verkocht. Sinds april 2012 is ook de website van KetnetKick verdwenen.

## Beeldmerk Ketnet

Van 1 december 1997 t/m 31 maart 2006
Van 1 april 2006 t/m 23 mei 2010
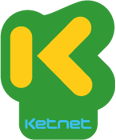
Van 24 mei 2010 t/m 30 augustus 2015
Van 31 augustus 2015 t/m 3 januari 2021
Van 4 januari 2021 t/m 22 oktober 2024
Vanaf 23 oktober 2024